# Gewog d'Ura
Le gewog d'Ura est un gewog, c'est-à-dire un groupe de villages, situé dans le district de Bumthang au Bhoutan. Il comprend dix villages principaux avec une population totale de 2 288 habitants. Il couvre une superficie d'environ 265 km2 dont quelque 82% sont couverts par la forêt.

## Liste des villages
- Tangsibi
- Shingnyeer
- Shingkhar
- Pangkhar
- Somthrang
- Beteng
- Trabi
- Tarshong
- Toepa
- Chari